# Chactas chabasquensis
Espèce
Chactas chabasquensis est une espèce de scorpions de la famille des Chactidae.

## Distribution
Cette espèce est endémique de l'État de Portuguesa au Venezuela. Elle se rencontre vers Sucre à 1 200 m d'altitude dans la Sierra de Portuguesa.

## Description
Le mâle holotype mesure 48,69 mm et la femelle paratype 34,95 mm.

## Étymologie
Son nom d'espèce, composé de chabasqu[en] et du suffixe latin -ensis, « qui vit dans, qui habite », lui a été donné en référence au lieu de sa découverte, Chabasquén.

## Publication originale
- González-Sponga & Wall-González, 2007 : Biodiversidad en Venezuela. Arácnidos. Descripción de cuatro nuevas especies del género Chactas, (escorpiones: chactidae) de la región centro occidental. Revista de Investigación, Caracas, vol. 1, no 61, p. 7-24 (texte intégral).